# Canton des Deux Rivières et Vallées
Le canton des Deux Rivières et Vallées est une circonscription électorale française du département de la Haute-Loire.

## Histoire
Un nouveau découpage territorial de la Haute-Loire entre en vigueur à l'occasion des élections départementales de 2015. Il est défini par le décret du 17 février 2014, en application des lois du 17 mai 2013 (loi organique 2013-402 et loi 2013-403). Les conseillers départementaux sont, à compter de ces élections, élus au scrutin majoritaire binominal mixte. Les électeurs de chaque canton élisent au Conseil départemental, nouvelle appellation du Conseil général, deux membres de sexe différent, qui se présentent en binôme de candidats. Les conseillers départementaux sont élus pour 6 ans au scrutin binominal majoritaire à deux tours, l'accès au second tour nécessitant 12,5 % des inscrits au 1er tour. En outre la totalité des conseillers départementaux est renouvelée. Ce nouveau mode de scrutin nécessite un redécoupage des cantons dont le nombre est divisé par deux avec arrondi à l'unité impaire supérieure si ce nombre n'est pas entier impair, assorti de conditions de seuils minimaux. Dans la Haute-Loire, le nombre de cantons passe ainsi de 35 à 19.
Le canton des Deux Rivières et Vallées est formé de communes des anciens cantons de Saint-Didier-en-Velay (3 communes) et de Sainte-Sigolène (2 communes). Il est entièrement inclus dans l'arrondissement d'Yssingeaux. Le bureau centralisateur est situé à Sainte-Sigolène.

## Représentation
| Période élective | Période élective | Mandat | Mandat   | Identité         | Nuance | Nuance | Qualité                                                                                        |
| ---------------- | ---------------- | ------ | -------- | ---------------- | ------ | ------ | ---------------------------------------------------------------------------------------------- |
| 2015             | 2021             | 2015   | 2021     | Yves Braye       |        | UDI    | Ancien conseiller général du Canton de Sainte-Sigolène Conseiller municipal de Sainte-Sigolène |
| 2015             | 2021             | 2015   | 2021     | Marylène Mancini |        | DVD    | Conseillère municipale et adjointe au maire de Saint-Didier-en-Velay depuis 2020               |
| 2021             | 2028             | 2021   | en cours | Bruno Marcon     |        | DVD    | Agriculteur, maire de La Séauve-sur-Semène depuis 2014                                         |
| 2021             | 2028             | 2021   | en cours | Karine Paulet    |        | DVD    | Assistante commerciale, conseillère municipale de Sainte-Sigolène                              |

### Résultats détaillés

#### Élections de mars 2015
À l'issue du 1er tour des élections départementales de 2015, deux binômes sont en ballottage : Yves Braye et Marylène Mancini (Union de la Droite, 31,88 %) et Sandrine Fleury et Jean François Techer (FN, 28,01 %). Le taux de participation est de 54,66 % (5 479 votants sur 10 024 inscrits) contre 53,67 % au niveau départemental et 50,17 % au niveau national.
Au second tour, Yves Braye et Marylène Mancini (Union de la Droite) sont élus avec 63,01 % des suffrages exprimés et un taux de participation de 52,43 % (3 015 voix pour 5 254 votants et 10 021 inscrits).

#### Élections de juin 2021
Le premier tour des élections départementales de 2021 est marqué par un très faible taux de participation (33,26 % au niveau national). Dans le canton des Deux Rivières et Vallées, ce taux de participation est de 33,86 % (3 509 votants sur 10 363 inscrits) contre 40,17 % au niveau départemental. À l'issue de ce premier tour, deux binômes sont en ballottage : Bruno Marcon et Karine Paulet (DVD, 76,25 %) et Aude Ballot et Ismaël Bougonna (DVG, 23,75 %).
Le second tour des élections est marqué une nouvelle fois par une abstention massive équivalente au premier tour. Les taux de participation sont de 34,36 % au niveau national, 37,53 % dans le département et 32,73 % dans le canton des Deux Rivières et Vallées. Bruno Marcon et Karine Paulet (DVD) sont élus avec 77,09 % des suffrages exprimés (2 456 voix pour 3 392 votants et 10 364 inscrits),,.

## Composition
Le canton des Deux Rivières et Vallées comprend cinq communes entières.
| Nom                                     | Code Insee | Intercommunalité               | Superficie (km2) | Population (dernière pop. légale) | Densité (hab./km2) | Modifier                                    |
| --------------------------------------- | ---------- | ------------------------------ | ---------------- | --------------------------------- | ------------------ | ------------------------------------------- |
| Sainte-Sigolène (bureau centralisateur) | 43224      | CC Marches du Velay-Rochebaron | 30,64            | 6 060 (2022)                      | 198                | modifier les données · modifier les données |
| Saint-Didier-en-Velay                   | 43177      | CC Loire et Semène             | 25,56            | 3 502 (2022)                      | 137                | modifier les données · modifier les données |
| Saint-Pal-de-Mons                       | 43213      | CC Marches du Velay-Rochebaron | 27,11            | 2 324 (2022)                      | 86                 | modifier les données · modifier les données |
| Saint-Victor-Malescours                 | 43227      | CC Loire et Semène             | 14,47            | 804 (2022)                        | 56                 | modifier les données · modifier les données |
| La Séauve-sur-Semène                    | 43236      | CC Loire et Semène             | 7,86             | 1 471 (2022)                      | 187                | modifier les données · modifier les données |
| Canton des Deux Rivières et Vallées     | 4305       |                                | 105,64           | 14 161 (2022)                     | 134                | modifier les données                        |

## Démographie
En 2022, le canton comptait 14 161 habitants, en évolution de +1,5 % par rapport à 2016 (Haute-Loire : +0,36 %, France hors Mayotte : +2,11 %).
| 2013   | 2018   | 2022   |
| ------ | ------ | ------ |
| 13 976 | 13 981 | 14 161 |